# Henrike Goetz
 (août 2011).
Si vous disposez d'ouvrages ou d'articles de référence ou si vous connaissez des sites web de qualité traitant du thème abordé ici, merci de compléter l'article en donnant les références utiles à sa vérifiabilité et en les liant à la section « Notes et références ».
Pour les articles homonymes, voir Goetz.
Henrike Goetz (née en 1966 à Berlin) est une cinéaste allemande.

## Biographie
Henrike Goetz, née en 1966 à Berlin, étudie en Italie après son baccalauréat. Elle fréquente une école de cinéma à Rome.
Elle étudie ensuite le cinéma à l’école des Beaux-Arts de Hambourg et réalise une série de courts-métrages. Son film de fin d’études, Love, remporte en 2000 le Prix allemand du court-métrage.
Elle est également scénariste, dialoguiste et dramaturge.
Bungalow, réalisé par Ulrich Köhler, dont elle a écrit le scénario, a été plusieurs fois récompensé.
Make my day, son premier long métrage, tourné en 2004, est présenté à la Berlinale de 2005.

## Filmographie
- 1999 : Love
- 2002 : Bungalow (scénario)
- 2004 : Make my day